# 桑名郡
桑名郡（日语：／ Kuwana gun */?）為位於日本三重縣北部的郡。
現僅轄有以下一町：
- 木曾岬町

在1879年實施郡區町村編制法時的轄區還包括現在的桑名市大部分地區，及愛知縣的彌富市、愛西市、岐阜縣海津市的小部分地區

## 歷史
過去在令制國時代屬於伊勢國，在16世紀戰國時代初期，此區域由眾多被統稱為北勢四十八家的小勢力的豪族們所掌控，此區域主要由伊藤氏、樋口氏、矢部氏所控制。
17世紀進入江戶時代後，最初曾由德川四天王之一的本多忠勝入主桑名城，建立桑名藩，不過之後又先後改由久松松平氏、奧平松平氏、久松松平氏入主；而位於木曾川河口的長島城則由同樣是譜代大名的菅沼氏入主，建立長島藩，但與桑名藩同樣的在之後歷經多次改易，先後改由久松松平氏、增山氏入主。
在19世紀江戶時代末期，桑名郡內除了有桑名藩和長島藩的領地外，也有部分區域為幕府直屬的領地，並由美濃郡代負責管理。
明治維新後，原本由美濃郡代管理的幕府直屬領地由1868年新設立的笠松縣管理，不過隔年即以舊國名為區分，將位於伊勢國的郡內區域改劃入同樣位於伊勢國的度會縣；1871年實施廢藩置縣後，其餘原屬各藩的區域分別改隸屬桑名縣和長島縣，不過僅四個月後，桑名郡內全數區域即被整併至安濃津縣，而安濃津縣在三個多月後被更名為三重縣。
1879年實施郡區町村編製法時，正式設置近代的行政區劃「桑名郡」，並在桑名城下（位於現在的桑名市）設置郡役所。

### 沿革

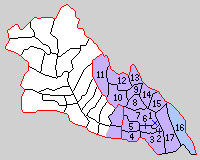
1889年桑名郡轄下的行政區劃：
1.桑名町、2.赤須賀村、3.城南村、4.桑部村、5.在良村、6.益生村、7.大山田村、8.深谷村、9.野代村、10.古濱村、11.古美村、12.多度村、13.七取村、14.楠村、15.長島村、16.木曾岬村、17.伊曾島村
（紫色：現屬桑名市、青色：至今未曾參與合併）

- 1889年4月1日：實施町村制，桑名郡下設：桑名町、赤須賀村（日语：赤須賀村）、城南村（日语：城南村 (三重県桑名郡)）、桑部村（日语：桑部村）、在良村（日语：在良村）、益生村（日语：益生村）、大山田村（日语：西桑名町）、深谷村（日语：深谷村 (三重県)）、野代村（日语：野代村）、古濱村（日语：古浜村）、古美村（日语：古美村）、多度村（日语：多度町）、七取村（日语：七取村）、楠村（日语：楠村 (三重県)）、長島村（日语：長島町 (三重県)）、木曾岬村、伊曾島村（日语：伊曽島村）。（1町16村）
- 1897年9月1日：實施郡制（日语：郡制）。
- 1923年4月1日：
  - 廢除郡會和郡參事會。
  - 赤須賀村被併入桑名町。[2]（1町15村）
- 1926年7月1日：廢除郡役所，此後郡不再作為行政區劃，只作為地名的表示。
- 1929年2月11日：大山田村改制並更名為西桑名町（日语：西桑名町）。（2町14村）
- 1933年3月20日：益生村被併入桑名町。[2]（2町13村）
- 1937年3月20日：西桑名町被併入桑名町。[2]（1町13村）
- 1937年4月1日：桑名町改制為桑名市[2]，並脫離桑名郡。（13村）
- 1951年3月2日：桑部村和在良村被併入桑名市。[2]（11村）
- 1954年8月1日：多度村改制為多度町（日语：多度町）。[2]（1町10村）
- 1954年10月23日：長島村改制為長島町（日语：長島町 (三重県)）。[2]（2町9村）
- 1955年1月8日：多度町、野代村、古濱村、古美村、七取村合併為新設立的多度町（日语：多度町）。[2]（2町5村）
- 1955年2月1日：深谷村被併入桑名市。[2]（2町4村）
- 1955年4月1日：長島町和楠村合併為新設立的長島町（日语：長島町 (三重県)）。[2]（2町3村）
- 1956年9月1日：城南村被併入桑名市。[2]（2町2村）
- 1956年9月30日：伊曾島村被併入長島町。[2]（2町1村）
- 1989年5月1日：木曾岬村改制為木曾岬町。[3]（3町）
- 2004年12月6日：桑名市、多度町、長島町合併為新設立的桑名市。[2]（1町）

### 變遷表
| 1889年4月1日 | 1889年 - 1912年 | 1912年 - 1944年                    | 1912年 - 1944年          | 1912年 - 1944年           | 1945年 - 1954年             | 1955年 - 1989年           | 1989年 - 現在               | 現在                        |
| ------------ | --------------- | ---------------------------------- | ------------------------ | ------------------------- | --------------------------- | ------------------------- | --------------------------- | --------------------------- |
| 桑名町       | 桑名町          | 桑名町                             | 桑名町                   | 1937年4月1日 改制為桑名市 | 1937年4月1日 改制為桑名市   | 桑名市                    | 2004年12月6日 合併為桑名市  | 2004年12月6日 合併為桑名市  |
| 赤須賀村     | 赤須賀村        | 1923年4月1日 併入桑名町            | 桑名町                   | 1937年4月1日 改制為桑名市 | 1937年4月1日 改制為桑名市   | 桑名市                    | 2004年12月6日 合併為桑名市  | 2004年12月6日 合併為桑名市  |
| 益生村       | 益生村          | 1933年3月20日 併入桑名町           | 桑名町                   | 1937年4月1日 改制為桑名市 | 1937年4月1日 改制為桑名市   | 桑名市                    | 2004年12月6日 合併為桑名市  | 2004年12月6日 合併為桑名市  |
| 大山田村     | 大山田村        | 1929年2月11日 改制並更名為西桑名町 | 1937年3月20日 併入桑名町 | 1937年4月1日 改制為桑名市 | 1937年4月1日 改制為桑名市   | 桑名市                    | 2004年12月6日 合併為桑名市  | 2004年12月6日 合併為桑名市  |
| 桑部村       | 桑部村          | 桑部村                             | 桑部村                   | 桑部村                    | 1951年3月2日 併入桑名市     | 桑名市                    | 2004年12月6日 合併為桑名市  | 2004年12月6日 合併為桑名市  |
| 在良村       |                 |                                    |                          |                           | 1951年3月2日 併入桑名市     | 桑名市                    | 2004年12月6日 合併為桑名市  | 2004年12月6日 合併為桑名市  |
| 深谷村       | 深谷村          | 深谷村                             | 深谷村                   | 深谷村                    | 深谷村                      | 1955年2月1日 併入桑名市   | 2004年12月6日 合併為桑名市  | 2004年12月6日 合併為桑名市  |
| 城南村       | 城南村          | 城南村                             | 城南村                   | 城南村                    | 城南村                      | 1956年9月1日 併入桑名市   | 2004年12月6日 合併為桑名市  | 2004年12月6日 合併為桑名市  |
| 野代村       | 野代村          | 野代村                             | 野代村                   | 野代村                    | 野代村                      | 1955年1月8日 合併為多度町 | 2004年12月6日 合併為桑名市  | 2004年12月6日 合併為桑名市  |
| 古濱村       |                 |                                    |                          |                           |                             | 1955年1月8日 合併為多度町 | 2004年12月6日 合併為桑名市  | 2004年12月6日 合併為桑名市  |
| 古美村       |                 |                                    |                          |                           |                             | 1955年1月8日 合併為多度町 | 2004年12月6日 合併為桑名市  | 2004年12月6日 合併為桑名市  |
| 多度村       | 多度村          | 多度村                             | 多度村                   | 多度村                    | 1954年8月1日 改制為多度町   | 1955年1月8日 合併為多度町 | 2004年12月6日 合併為桑名市  | 2004年12月6日 合併為桑名市  |
| 七取村       |                 |                                    |                          |                           |                             | 1955年1月8日 合併為多度町 | 2004年12月6日 合併為桑名市  | 2004年12月6日 合併為桑名市  |
| 楠村         | 楠村            | 楠村                               | 楠村                     | 楠村                      | 楠村                        | 1955年4月1日 合併為長島町 | 2004年12月6日 合併為桑名市  | 2004年12月6日 合併為桑名市  |
| 長島村       | 長島村          | 長島村                             | 長島村                   | 長島村                    | 1954年10月23日 改制為長島町 | 1955年4月1日 合併為長島町 | 2004年12月6日 合併為桑名市  | 2004年12月6日 合併為桑名市  |
| 伊曾島村     | 伊曾島村        | 伊曾島村                           | 伊曾島村                 | 伊曾島村                  | 伊曾島村                    | 1956年9月30日 併入長島町  | 2004年12月6日 合併為桑名市  | 2004年12月6日 合併為桑名市  |
| 木曾岬村     | 木曾岬村        | 木曾岬村                           | 木曾岬村                 | 木曾岬村                  | 木曾岬村                    | 木曾岬村                  | 1989年5月1日 改制為木曾岬町 | 1989年5月1日 改制為木曾岬町 |